# 유수프 아두-와다

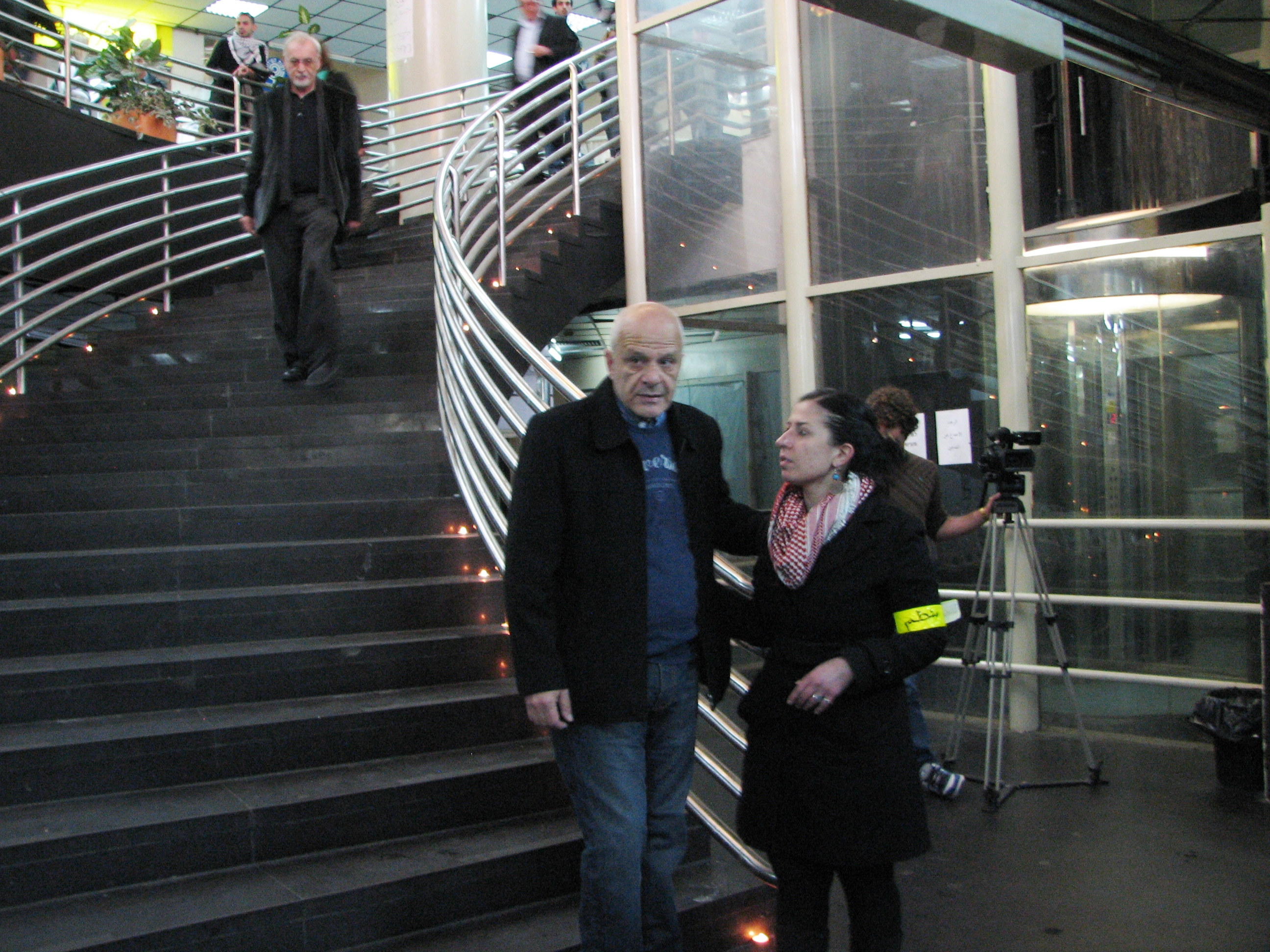

유수프 아두-와다(Yussuf Abu-Warda, 1953년 8월 19일 ~ )는 이스라엘의 연극 배우이다.

## 영화
- 홀리 에어 (2017년) - 부인과의사 역
- 아나 아라비아 (2013년)
- 암리카 (2009년)
- 약속의 땅 (2004년)
- 케드마 (2002년)
- 카도쉬 (1999년)
- 욤욤 (1998년)
- 갈릴리에서의 결혼 (1987년)